# メガドライブ ミニ
メガドライブ ミニは、1980年代から1990年代にかけてセガ・エンタープライゼスから発売された家庭用ゲーム機であるメガドライブの復刻版。セガゲームス（以下セガ）が2019年9月19日に発売した。
セガとしては2001年のドリームキャストの生産停止以来18年ぶり、セガグループ全体としては2004年から2005年にかけてセガトイズから、本機と同様にメガドライブ用ゲーム数作がプリインストールされ、合計3バージョン発売されたメガドライブ プレイTV以来の家庭用ゲーム機である。
日本国外でも各市場向けの仕様でリリースされ、北米およびアジア圏においては日本と同日に、欧州（ユーロ圏）では同年10月4日に発売された。なお本機の名称は北米では「SEGA Genesis Mini」、欧州では「SEGA Mega Drive Mini」である。本項ではこれらについても簡単に解説する。

## 本体
メガドライブ ミニ本体の型番はHAA-2520。日本国内では、オリジナルハードの後期モデル「メガドライブ2」(MD2)リリースの頃に製作・単品販売（MD2にも付属）したゲームコントローラ「ファイティング6Bパッド」を、同じサイズのまま接続端子を USB仕様にしたコントローラ「メガドライブ ミニ コントローラー」が1個付属する基本モデルと、2個付いている「メガドライブ ミニW」モデルの2種類が発売された。このメガドライブ ミニ コントローラーはセガ直営のECショップ「セガストア」でも単品販売された。
その他の付属品はディスプレイ接続用のハイスピードHDMIケーブル、電源供給用のUSBケーブル、取扱説明書、保証書など。
オリジナルのメガドライブが全世界で展開されていたことから、メガドライブ ミニも各地域限定のソフトを収録した版が発売された。基本的には各地域でしか買えないものだが、日本ではセガストアなどで数量限定で販売した。
以下、日本のセガが直接発売に関与したバージョンに限定して記載する。
SEGA Genesis Mini
北米市場向けバージョン。日本では2019年9月27日にAmazonで数量限定発売された。
メガドライブ ミニ・アジアエディション
日本以外のアジア（中国を中心とした地域・東南アジアなど）市場向けバージョン。2020年、このアジア版にしか収録されていない『エイリアンソルジャー』が発売25周年を迎えたことを記念し、同年3月25日にセガストアとAmazonで数量限定発売予定（『エイリアンソルジャー』の要素が多々登場するコミック『異世界おじさん』の作者「殆ど死んでいる」が書き下ろしたスペシャルポストカード付き）。
メガドライブミニ 3ボタンコントロールパッド
オリジナルメガドライブの初期に同梱されていた、ボタンが3つだけ付いたパッドは海外版では現地向けの3ボタンパッドが同梱されているが、日本でも3ボタンパッドが欲しいという声があがり、これに応える形で日本版の3ボタンパッドがセガストアにて少量限定発売された。
開発に関しては、ドリームキャストの生産停止と同時に家庭用ゲームハードの部署がなくなっていたため、家庭用ゲームハードの部署に在籍していた人物に声をかけて開発に漕ぎつけた。メガドライブの機構設計を行っていた担当者が監修を行い、メガドライブの製造工場に行って部材調達をした担当者が、メガドライブ ミニに関しても製造工場へ出向いてミクロン単位の監修を行っている。

## 仕様
※ 下記の出典　→　

### ソフト関係
他メーカーの復刻系ゲーム機同様、オリジナルのロムカセットをスロットに装着して遊ぶことやソフトのダウンロードはできない。
対応言語は「日本語」のほか、「英語」「フランス語」「イタリア語」「ドイツ語」「スペイン語」「繁体字」「韓国語」の計8言語。設定を変更することでメニューのタイトル名、ゲーム紹介テキストのほか、一部ゲームを除き、メニューに表示されているパッケージデザインやゲームのバージョンも該当地域向けに変更され、海外版を遊ぶことができるようになる。例えば『バンパイアキラー』の場合、言語設定を「英語」に変更した場合は北米版『Castlevania: Bloodlines』が、「フランス語」に変更した場合は欧州版『Castlevania: The New Generation』が遊べるようになる。
ソフトの移植は「SEGA AGESシリーズ」など、レトロゲームの移植で多数の実績を持つエムツーが担当した。メガドラミニと同時期に展開されているレトロゲームシリーズ「SEGA AGES（Nintendo Switch版）」とは別ラインで制作されている。なおSEGA AGESのようなゲームへの付加価値要素は基本的に無いが、プレイ途中のセーブ機能は付けられている。
ゲームをセレクトする際のメニュー画面で流れるBGMは『ベア・ナックル』などメガドライブのゲーム音楽を多数手がけた古代祐三による新規書き下ろし楽曲が使われた。
各ゲームタイトルの説明書は添付しておらず、本体で電子説明書として閲覧する機能もない。公式サイトにて、各タイトルの発売当時の説明書（新規移植の2作品は書き下ろされたもの）が、PDFファイル形式で公開されている。

### ハード関係
外観は初代メガドライブのデザインのまま、スケールを約55%縮尺したサイズとなっている。このスケーリングサイズはニンテンドークラシックミニ スーパーファミコンなどの先だってリリースされた他メーカーの復刻系ゲーム機に近く、並べて置いた際に納まりが良くなることを意識したものである。なお、他の復刻系ゲーム機では電源スイッチ・リセットボタンをのぞいて省略されていた本体の各部品可動が、ダミーパーツであり実際の機能が付加されていないものの、オリジナルと同様に動かせるようになっている。
なお一部の収録作品は3人や4人のマルチプレイが可能だが、オリジナルのコントローラー接続端子拡張ユニット「セガタップ」に変わって、IT系周辺機器メーカーであるBUFFALOとタイアップした特定の汎用USBハブを2Pコントローラー接続端子に接続することで、マルチプレイに対応する。マルチプレイ時にはメガドライブ ミニ コントローラーのほか、前述したBUFFALO製のUSBゲームコントローラーのうち、セガが指定した特定の機器のみ、代替品として使用可能であり、指定された機器以外は、動作しない仕様である。
映像、音声出力用にHDMI端子が用意されており、本機販売時には標準的に家庭用テレビやモニターにHDMI端子が備わっているので接続できる。
電源入力端子はmicro-B USB端子である。ACアダプタは標準付属していないため、スマートフォンの充電などに使われる5V/1.0A/5W以上の出力ができるUSBのAコネクタに電源供給が可能なアダプタが必要である。元のメガドライブの性能をフル稼働すると消費電流がUSB端子より供給される1アンペアを超えてしまうため考慮して移植する必要があり、その制限を超えてしまうメガCDやスーパー32X用ソフトは移植候補から外れた。なお、正規の利用法ではないが、ニンテンドークラシックミニ用のACアダプターの定格は近値なので流用できる。公式サイトではテレビ・PCなどのStandard-Aコネクタから電源を供給することによっても動作が可能としている。

## 収録タイトル
セガだけではなく他のゲームメーカーからリリースされたタイトルも含めた全メガドライブゲームソフトから、“メガドライブの時代を再現する”という内部的テーマを基に厳選された40作品に加え、新規に移植される2作品の合計42作品がプリインストール（内蔵収録）されプレイできる。なお、全地域共通で収録される作品と、それぞれの地域限定で収録されるタイトルの2種類に大別できるため、総タイトル数は若干多くなっている。日本版とアジア版で収録タイトルに差異が出た理由について、本機の開発スタッフの一員である奥成洋輔は、日本版から「ライセンスの許諾範囲が日本国内のみ」もしくは「ゲームルールが複雑だが、日本語以外の言語に対応していない」タイトルを外し、代わりにアジアのファンにお勧めできる作品を入れたためとGAME Watchとのインタビューの中で説明している。また、実在の選手や車種が登場するゲームも権利関係で収録が見送られた。
日本版においては、基本的に「1シリーズ1タイトルのみを収録する」という「縛り」が設定されている。このため、下記3シリーズ作品については2019年2月セガ公式サイトにて、「（日本で発売するメガドライブミニに）どの作品を収録してほしいか」という意見をセガに届けられる機会（セガでは「国民投票」と称した）が1週間ほどあり、その結果を受けて下記＊印のタイトルの収録が決定した。
1. ぷよぷよシリーズ - 『ぷよぷよ』 / 『ぷよぷよ通』＊
2. ソニック・ザ・ヘッジホッグシリーズ - 『ソニック・ザ・ヘッジホッグ』 / 『ソニック・ザ・ヘッジホッグ2』＊
3. シャイニング・フォースシリーズ -『シャイニング・フォース 神々の遺産』＊ / 『シャイニング・フォースII 古えの封印』

全タイトルは一挙発表するのではなく、ある程度まとめた数を時期を分けて発表されるというプロモーションが成された。前述のハード仕様の理由によりメガCD用ソフトやスーパー32X用ソフトは含まれない。下記表は基本50音順。
| タイトル 上段=邦題 中段=英題（2つあるものは左が北米版、右が欧州版） 下段＝中国語題     | オリジナルメーカー | 日本版 | 北米版 | ユーロ版 | アジア版 |
| -------------------------------------------------------------------------------------- | ------------------ | ------ | ------ | -------- | -------- |
| ガンスターヒーローズ Gunstar Heroes 銀河快槍手                                         | セガ               | ○      | ○      | ○        | ○        |
| コミックスゾーン Comix Zone 漫畫地帶                                                   | セガ               | ○      | ○      | ○        | ○        |
| シャイニング・フォース 神々の遺産 Shining Force 光明與黑暗續戰篇 〜眾神的遺產〜        | セガ               | ○      | ○      | ○        | ○        |
| スペースハリアーII Space Harrier II 太空哈利 II                                        | セガ               | ○      | ○      | ○        | ○        |
| ソニック・ザ・ヘッジホッグ2 SONIC THE HEDGEHOG 2 索尼克 2                              | セガ               | ○      | ○      | ○        | ○        |
| バンパイアキラー Castlevania: Bloodlines / Castlevania: The New Generation 惡魔城 血族 | コナミ             | ○      | ○      | ○        | ○        |
| ぷよぷよ通 魔法氣泡通                                                                  | セガ               | ○      | -      | -        | ○        |
| 魔導物語I（いち）                                                                      | コンパイル         | ○      | -      | -        | -        |
| レッスルボール 暴力足球                                                                | ナムコ             | ○      | -      | -        | ○        |
| レンタヒーロー                                                                         | セガ               | ○      | -      | -        | -        |

| タイトル 上段=邦題 中段=英題（2つあるものは左が北米版、右が欧州版） 下段＝中国語題                        | オリジナルメーカー | 日本版 | 北米版 | ユーロ版 | アジア版 |
| --- | ------------------ | ------ | ------ | -------- | -------- |
| アウトラン-2019 OutRun2019                                                                                | シムス             | -      | -      | -        | ○        |
| ヴァーミリオン 石中劍                                                                                     | セガ               | -      | -      | -        | ○        |
| エコー・ザ・ドルフィン Ecco the Dolphin                                                                   | セガ               | -      | ○      | ○        | -        |
| 獣王記 Altered Beast                                                                                      | セガ               | -      | ○      | ○        | -        |
| ソニック・ザ・ヘッジホッグ SONIC THE HEDGEHOG 索尼克                                                      | セガ               | -      | ○      | ○        | ○        |
| トージャム&アール ToeJam & Earl                                                                           | セガ               | -      | ○      | ○        | -        |
| ドクターエッグマンのミーンビーンマシーン / ぷよぷよ Dr. Robotnik's Mean Bean Machine / Puyo Puyo 魔法氣泡 | セガ               | -      | ○      | ○        | ○        |

| タイトル 上段=邦題 中段=英題（2つあるものは左が北米版、右が欧州版） 下段＝中国語題                                                      | オリジナルメーカー | 日本版 | 北米版 | ユーロ版 | アジア版 |
| --- | ------------------ | ------ | ------ | -------- | -------- |
| アイラブ ミッキー&ドナルド ふしぎなマジックボックス World of Illusion Starring Mickey Mouse AND Donald Duck 我愛米奇＆唐老鴨 奇幻魔法箱 | セガ               | ○      | ○      | ○        | ○        |
| ゲームのかんづめ お徳用 SEGA 遊戲大合輯 超值版                                                                                          | セガ               | ○      | -      | -        | ○        |
| 魂斗羅 ザ・ハードコア CONTRA Hard Corps / Probotector 魂斗羅 鐵血兵團                                                                   | コナミ             | ○      | ○      | ○        | ○        |
| サンダーフォースIII THUNDER FORCE III 閃電出擊III                                                                                       | テクノソフト       | ○      | ○      | ○        | ○        |
| スーパーファンタジーゾーン SUPER FANTASY ZONE Super Fantasy Zone                                                                        | サンソフト         | ○      | ○      | ○        | ○        |
| ダイナブラザーズ2 (セガチャンネルスペシャル版）                                                                                         | CSK総合研究所      | ○      | -      | -        | -        |
| ハイブリッド・フロント | セガ               | ○      | -      | -        | -        |
| ベア・ナックルII 死闘への鎮魂歌 Streets of Rage 2 / Streets of Rage II 怒之鐵拳II 死鬥的鎮魂歌                                          | セガ               | ○      | ○      | ○        | ○        |
| 武者アレスタ 銀河武者 | 東亜プラン         | ○      | -      | -        | ○        |
| ランドストーカー 〜皇帝の財宝〜 LAND STALKER 秘境魔寶 〜皇帝財寶〜                                                                      | セガ               | ○      | ○      | ○        | ○        |

| タイトル 上段=邦題 中段=英題（2つあるものは左が北米版、右が欧州版） 下段＝中国語題                          | オリジナルメーカー                                               | 日本版 | 北米版 | ユーロ版 | アジア版 |
| --- | ---------------------------------------------------------------- | ------ | ------ | -------- | -------- |
| アースワームジム EARTH WORM JIM                                                                             | Playmates Interactive（NA） Virgin Interactive Entertainment(EU) | -      | ○      | ○        | -        |
| アイラブ ミッキーマウス ふしぎのお城大冒険 Castle of Illusion Starring Mickey Mouse 我愛米奇 奇幻城堡大冒險 | セガ                                                             | -      | ○      | ○        | ○        |
| ザ・スーパー忍II Shinobi III: Return of the Ninja Master                                                    | セガ                                                             | -      | ○      | ○        | -        |

| タイトル 上段=邦題 中段=英題（2つあるものは左が北米版、右が欧州版） 下段＝中国語題                                     | オリジナルメーカー | 日本版 | 北米版 | ユーロ版 | アジア版 |
| --- | ------------------ | ------ | ------ | -------- | -------- |
| ゴールデンアックス Golden Axe 戰斧                                                                                     | セガ               | ○      | ○      | ○        | ○        |
| ザ・スーパー忍 超級忍                                                                                                  | セガ               | ○      | -      | -        | ○        |
| ストーリー オブ トア 〜光を継ぐ者〜 Beyond Oasis / The Story of Thor: A Successor of The Light 雷神傳說 〜光之繼承者〜 | セガ               | ○      | ○      | ○        | ○        |
| ストリートファイターIIダッシュプラス Street Fighter II': Special Champion Edition                                      | カプコン           | ○      | ○      | ○        | -        |
| 大魔界村 Ghouls 'n Ghosts 大魔界村                                                                                     | カプコン           | ○      | ○      | ○        | ○        |
| タントアール Puzzle & Action: Tant-R                                                                                   | セガ               | ○      | -      | -        | ○        |
| パーティークイズ MEGA Q                                                                                                | セガ               | ○      | -      | -        | -        |
| ファンタシースター 千年紀の終りに Phantasy Star IV: The End of the Millennium 夢幻之星 〜千年紀的終結〜                | セガ               | ○      | ○      | ○        | ○        |
| 幽☆遊☆白書 魔強統一戦                                                                                                  | セガ               | ○      | -      | -        | -        |
| ロックマンメガワールド Mega Man: The Wily Wars 洛克人機器世界                                                          | カプコン           | ○      | ○      | ○        | ○        |

| タイトル 上段=邦題 中段=英題（2つあるものは左が北米版、右が欧州版） 下段＝中国語題      | オリジナルメーカー | 日本版 | 北米版 | ユーロ版 | アジア版 |
| --------------------------------------------------------------------------------------- | ------------------ | ------ | ------ | -------- | -------- |
| アレックスキッド 天空魔城 Alex Kidd in the Enchanted Castle                             | セガ               | -      | ○      | ○        | -        |
| エイリアンソルジャー 異形戰士                                                           | セガ               | -      | -      | -        | ○        |
| ソニック・スピンボール Sonic the Hedgehog Spinball                                      | セガ               | -      | ○      | ○        | -        |
| ベクターマン Vectorman                                                                  | セガ               | -      | ○      | ○        | -        |
| ワンダーボーイV モンスターワールドIII Wonder Boy in Monster World 神奇男孩V 怪物世界III | セガ               | -      | ○      | ○        | ○        |

| タイトル 上段=邦題 中段=英題（2つあるものは左が北米版、右が欧州版） 下段＝中国語題 | オリジナルメーカー       | 日本版 | 北米版 | ユーロ版 | アジア版 |
| ---------------------------------------------------------------------------------- | ------------------------ | ------ | ------ | -------- | -------- |
| アリシアドラグーン Alisia Dragoon 龍少女戰士 艾莉西亞                              | ゲームアーツ             | ○      | ○      | ○        | ○        |
| コラムス Columns 魔法寶石                                                          | セガ                     | ○      | ○      | ○        | ○        |
| 重装機兵レイノス 重裝機兵雷諾斯                                                    | メサイヤ                 | ○      | -      | -        | ○        |
| スノーブラザーズ 雪人兄弟                                                          | 東亜プラン               | ○      | -      | -        | ○        |
| スラップファイトMD Slap Fight                                                      | 東亜プラン               | ○      | -      | -        | ○        |
| ダイナマイトヘッディー Dynamite Headdy                                             | セガ                     | ○      | ○      | ○        | -        |
| モンスターワールドIV Monster World IV 怪物世界IV                                   | セガ                     | ○      | ○      | ○        | ○        |
| ラングリッサーII 夢幻模擬戰II                                                      | メサイヤ                 | ○      | -      | -        | ○        |
| ロードモナーク とことん戦闘伝説                                                    | セガ・ファルコム         | ○      | -      | -        | -        |
| ロード・ラッシュII Road Rash II 暴力摩托車II                                       | エレクトロニック・アーツ | ○      | ○      | ○        | ○        |
| ダライアス Darius 太空戰鬥機                                                       | タイトー                 | ○      | ○      | ○        | ○        |
| テトリス Tetris 俄羅斯方塊                                                         | セガ                     | ○      | ○      | ○        | ○        |

| タイトル 上段=邦題 中段=英題（2つあるものは左が北米版、右が欧州版） 下段＝中国語題 | オリジナルメーカー | 日本版 | 北米版 | ユーロ版 | アジア版 |
| ---------------------------------------------------------------------------------- | ------------------ | ------ | ------ | -------- | -------- |
| エターナルチャンピオンズ Eternal Champions                                         | セガ               | -      | ○      | ○        | -        |
| カメレオンキッド Kid Chameleon                                                     | セガ               | -      | ○      | ○        | -        |
| シャイニング・フォースII 古の封印 光明與黑暗續戰篇II 古代的封印                    | セガ               | -      | -      | -        | ○        |
| ストライダー飛竜 Strider 出擊飛龍                                                  | カプコン           | -      | ○      | ○        | ○        |
| バーチャファイター2（ジェネシス版） Virtua Fighter 2                               | セガ               | -      | ○      | ○        | -        |
| ライトクルセイダー Light Crusader                                                  | セガ               | -      | ○      | ○        | -        |

## 周辺機器
| 型番     | 名称                                             | 備考                             |
| -------- | ------------------------------------------------ | -------------------------------- |
| HAA-2521 | 3ボタンコントロールパッド                        |                                  |
| HAA-2522 | 6ボタンコントロールパッド ファイティングパッド6B | 本体に1つ同梱。                  |
|          | HDMIケーブル                                     | 本体に1つ同梱。                  |
|          | USBケーブル                                      | マイクロUSB規格。本体に1つ同梱。 |

上記の周辺機器以外にも本体に接続できるアクセサリが発売された。いずれも装飾品のため動作しない。
- メガドライブミニのデコレーションキットとして、「メガドラタワーミニ」が数量限定で本体と同時発売された。これはメガドライブミニのサイズに合わせたメガCD・スーパー32X・「ソニック&ナックルズ」のロックオンカートリッジ・『ソニック・ザ・ヘッジホッグ』のカートリッジのミニチュアモデルのセットで、これをメガドライブミニに全て装着すると俗に呼ばれる「メガドラタワー（メガタワー）」が再現できる[9]。
- メガドライブミニの「セガストア」での予約販売においては、「メガドライブミニ DXパック セガタイトルコレクターズエディション」と題し、メガドライブミニに収録されるタイトルのうち22作品のカートリッジのミニチュアモデルが付属したバージョンも用意された。
  - 「DXパック」付属のミニチュアカートリッジのうち15種は、本機発売直前の2019年9月12日から同15日まで開催の「東京ゲームショウ2019」内セガゲームスの物販ブースにて、1回500円のカプセルトイ「メガドライブカートリッジ ミニ」として販売され、いずれの日にも完売となる人気を博した[10]。
- 2021年10月21日に、メガドライブミニ発売2周年を記念したデコレーションキット第2弾として「メガドラタワーミニZERO」が発売された。これはメガアダプタとセガ・マークIII（マスターシステム）用カートリッジ（マイカードマーク III、マスターシステムカートリッジ）のミニチュアモデルのセットで、「メガドラタワーミニ」のメガCDのパーツとの合体も楽しめる[11]。

## プロモーション・反響
2018年4月14日に開催されたセガフェス2018にて、第一報がなされた。当時「メガドライブ ミニ」という名称は仮称で、2019年の続報発表時にそのまま正式な名称となった。当初は同年内のリリースを予定していたが、反響がセガの予想を越えて大きく、海外からの要望にも適切に応える必要が生じてきたため、2018年9月、2019年に販売時期を延期すると発表して、当初の仕様も白紙に戻して一から再設計した。プロモーションや開発自体に関しても、ドリームキャストにおける発売プロモーションの失敗や大量在庫を生んだ経験を生かして慎重に行われた。
発売前のYouTubeなどで公開されているプロモーション映像では、メガドライブのCMに起用されたいとうせいこうがナレーションを担当した。
本機発売日には、重度のセガマニアであるユーチューバーが登場して頻繁にセガネタが扱われるウェブ連載漫画『異世界おじさん』（KADOKAWA）でセガと公式にコラボした、収録ソフトを熱く紹介する特別編を公開した。また、日本では発売時期が平成から令和への改元の時期にあたっていたため、「令和最初の新（ゲーム）ハード」というセールスコピーが使われた。
本機発売後の2019年12月に開催された、その年にユーザーから最も支持された製品を選出する「価格.comプロダクトアワード2019」では、ゲーム機本体部門にてメガドライブミニがPlayStation 4 Pro、Nintendo Switch Liteを抑えて金賞を獲得。また、ゲーム部門全体での大賞も獲得した。
また、2019年12月12日に関連商品として、ウェーブマスターからメガドライブミニのメニューミュージックや、メガドライブミニ収録タイトルのうち8作品の楽曲のアレンジバージョンなどが収められた音楽CD『Mega Drive Mini -Celebration Album-』 が発売された。
こうして、初めてメガドライブに触れる人向けの定番から、メガドライブをいまなお愛している根強いファンを唸らせるような作品まで、どのようなタイプのユーザーも概ね満足させるような収録タイトルのラインアップが好評だったことや、過度のプレミア化や値引きがされることなく出荷台数分を売り切れたこと、さらに北米や欧州では日本の何倍も売れたことなど、メガドライブミニのプロジェクトは成功を遂げた。
当初は「先のことを考えた出し惜しみはしない」という製作方針によりメガドライブミニの続編にあたる商品は全く構想されていなかったが、発売後の開発スタッフへのインタビューでは「5年後、10年後に“真・メガドライブミニ”というハードを作るかも知れない」「チャンスがあればまたやりたい」という発言があった。セガの内部方針としても、本機の成功を受けてミニハードなどの企画が今後も中期的に企画されることになり、2022年には本機に続くプロジェクト第2弾となる「メガドライブ ミニ2」が発売された。